# Fantasy-Jahr 1947
Übersicht

◄◄ | ◄ | 1943 | 1944 | 1945 | 1946 | Fantasy-Jahr 1947 | 1948 | 1949 | 1950 | 1951 | ► | ►►

Weitere Ereignisse

## Filmpreise
Oscar
- Beste visuelle Effekte – Geisterkomödie

Golden Globe Award
- Frank Capra – Geisterkomödie

## Neuerscheinungen Filme
| Deutscher Titel               | Deutschsprachiges Erscheinungsjahr | Originaltitel             | Regie                | Anmerkungen |
| ----------------------------- | ---------------------------------- | ------------------------- | -------------------- | ----------- |
| Ein Gespenst auf Freiersfüßen | 1951                               | The Ghost and Mrs. Muir   | Joseph L. Mankiewicz |             |
| Eine Göttin auf Erden         | 1981                               | Down to Earth             | Alexander Hall       |             |
| Das Spiel ist aus             | 1956                               | Les jeux sont faits       | Jean Delannoy        |             |
| Die Abenteuer des Pinocchio   | 1970                               | Le avventure di Pinocchio | Giannetto Guardone   |             |

## Geboren
- Cherith Baldry
- Stephen R. Donaldson
- Richard Harland
- Stephen King
- Tanith Lee († 2015)
- John Maddox Roberts († 2024)
- Elizabeth Ann Scarborough